# 2. HNL 2014/15
Die 2. HNL 2014/15 war die 24. Spielzeit der zweiten kroatischen Fußballliga. Die Saison begann am 17. August 2014 und endete am 30. Mai 2015.

## Modus
Die Liga startete mit 12 Vereinen. NK Pomorac Kostrena zog nach elf Spielen wegen unsicherer Finanzlage zurück, sodass die Liga mit den elf verbliebenen Mannschaften zu Ende geführt wurde. Die Teams traten in je drei Runden gegeneinander an, sodass 30 Spieltage zu absolvieren waren.
Der Tabellenerste stieg direkt auf, der Zweite spielte gegen den Vorletzten der 1. HNL in der Relegation. Der Tabellenelfte stieg ab und spielte in der folgenden Saison auf eigenen Wunsch in der 5. Liga.

## Vereine
| Verein                  | Stadt         | Stadion                    | Kapazität |
| ----------------------- | ------------- | -------------------------- | --------- |
| NK Hrvatski dragovoljac | Zagreb        | Stadion NŠC Stjepan Spajić | 5.000     |
| NK Rudeš                | Zagreb        | ŠC Rudeš                   | 2.500     |
| NK Lučko Zagreb         | Zagreb        | Stadion Lučko              | 1.500     |
| NK Bistra               | Zagreb        | SRC Bistra                 | 1.200     |
| Cibalia Vinkovci        | Vinkovci      | HNK Cibalia                | 10.0000   |
| Inter Zaprešić          | Zaprešić      | Gradski Stadion            | 4.528     |
| NK Sesvete              | Sesvete       | svetok Josip Radnik        | 1.200     |
| NK Segesta Sisak        | Sisak         | Gradski Stadion            | 8.000     |
| NK Imotski              | Imotski       | Stadion Gospin dolac       | 4.000     |
| HNK Gorica              | Velika Gorica | Gradski Stadion            | 8.000     |
| NK Pomorac Kostrena     | Kostrena      | Žuknica                    | 3.000     |
| NK Dugopolje            | Dugopolje     | Stadion Hrvatski vitezovi  | 5.200     |

## Abschlusstabelle
| Pl. | Verein                      | Sp. | S  | U  | N  | Tore    | Diff. | Punkte |
| --- | --------------------------- | --- | -- | -- | -- | ------- | ----- | ------ |
| 1.  | Inter Zaprešić              | 30  | 17 | 7  | 6  | 048:250 | +23   | 58     |
| 2.  | NK Sesvete                  | 30  | 15 | 8  | 7  | 053:300 | +23   | 53     |
| 3.  | HNK Gorica                  | 30  | 13 | 12 | 5  | 046:260 | +20   | 51     |
| 4.  | NK Rudeš                    | 30  | 10 | 12 | 8  | 036:280 | +8    | 42     |
| 5.  | NK Imotski (N)              | 30  | 9  | 11 | 10 | 031:380 | −7    | 38     |
| 6.  | Cibalia Vinkovci            | 30  | 10 | 8  | 12 | 036:440 | −8    | 38     |
| 7.  | NK Dugopolje                | 30  | 7  | 13 | 10 | 027:320 | −5    | 34     |
| 8.  | NK Segesta Sisak (N)        | 30  | 9  | 7  | 14 | 031:420 | −11   | 34     |
| 9.  | NK Lučko Zagreb             | 30  | 8  | 9  | 13 | 024:350 | −11   | 33     |
| 10. | NK Hrvatski dragovoljac (A) | 30  | 8  | 9  | 13 | 030:420 | −12   | 33     |
| 11. | NK Bistra (N)               | 30  | 5  | 12 | 13 | 018:380 | −20   | 27     |

Platzierungskriterien: 1. Punkte – 2. Tordifferenz – 3. geschossene Tore

| (A) | Absteiger aus der 1. HNL 2013/14  |
| (N) | Aufsteiger aus der 3. HNL 2013/14 |

## Relegation
Da der Zweitplatzierte NK Sesvete keine Erstligalizenz erhielt, wurden die Relegationsspiele nicht ausgetragen.

## Torschützenliste
| Pl. | Name               | Mannschaft       | Tore |
| --- | ------------------ | ---------------- | ---- |
| 1.  | Ilija Nestorovski  | Inter Zaprešić   | 20   |
| 2.  | Jakov Puljić       | Cibalia Vinkovci | 16   |
| 3.  | Franck Ohandza     | NK Sesvete       | 15   |
| 4.  | Tomislav Kiš       | HNK Gorica       | 11   |
| 5.  | Josip Ćorić        | NK Sesvete       | 09   |
| 6.  | Matej Dumbović     | NK Segesta Sisak | 08   |
| 6.  | Matija Dvorneković | HNK Gorica       | 08   |
| 6.  | Miro Slavica       | NK Lučko Zagreb  | 08   |